# Ще танцуваме ли?
Ще танцуваме ли? е американски филм от 2004 г. Сниман е в Уинипег, Канада и Чикаго, САЩ и е ремейк на едноименния филм на Масаюки Суо от 1995 г. В главните роли на филма са Ричард Гиър и Дженифър Лопес.
 Внимание:  Текстът по-долу разкрива сюжета на произведението (или части от него)!
Въпреки че получава добра заплата и има хубаво семейство, чикагския адвокат Джон Кларк (Ричард Гиър) чувства, че нещо в живота му липсва. За да промени това, една вечер след работа решава да отиде в студио по танци и да се срещне с красивата учителка по танци Паулина (Дженифър Лопес), която често вижда от прозореца по път за вкъщи. Джон е увлечен от танците и започва усърдно да репетира за предстоящото състезание по танци като запазва новото си хоби в тайна от съпругата си (Сюзън Сарандън).

## Дублаж
На 5 април 2009 г. Нова телевизия излъчи филма с български дублаж за телевизията. Дублажът е от Арс Диджитал Студио. Екипът се състои от:
| Преводач             | Константин Николов                                                          |
| Озвучаващи артисти   | Силвия Русинова Елена Русалиева Лина Златева Васил Бинев Светозар Кокаланов |
| Режисьор на дублажа  | Ралица Ботева                                                               |
| Техническа обработка | Арс Диджитал Студио                                                         |
| Тонрежисьор          | Михаил Михайлов                                                             |